# Canton de Limoges-3
Le canton de Limoges-3 est une circonscription électorale française située dans le département de la Haute-Vienne et la région Nouvelle-Aquitaine.

## Histoire

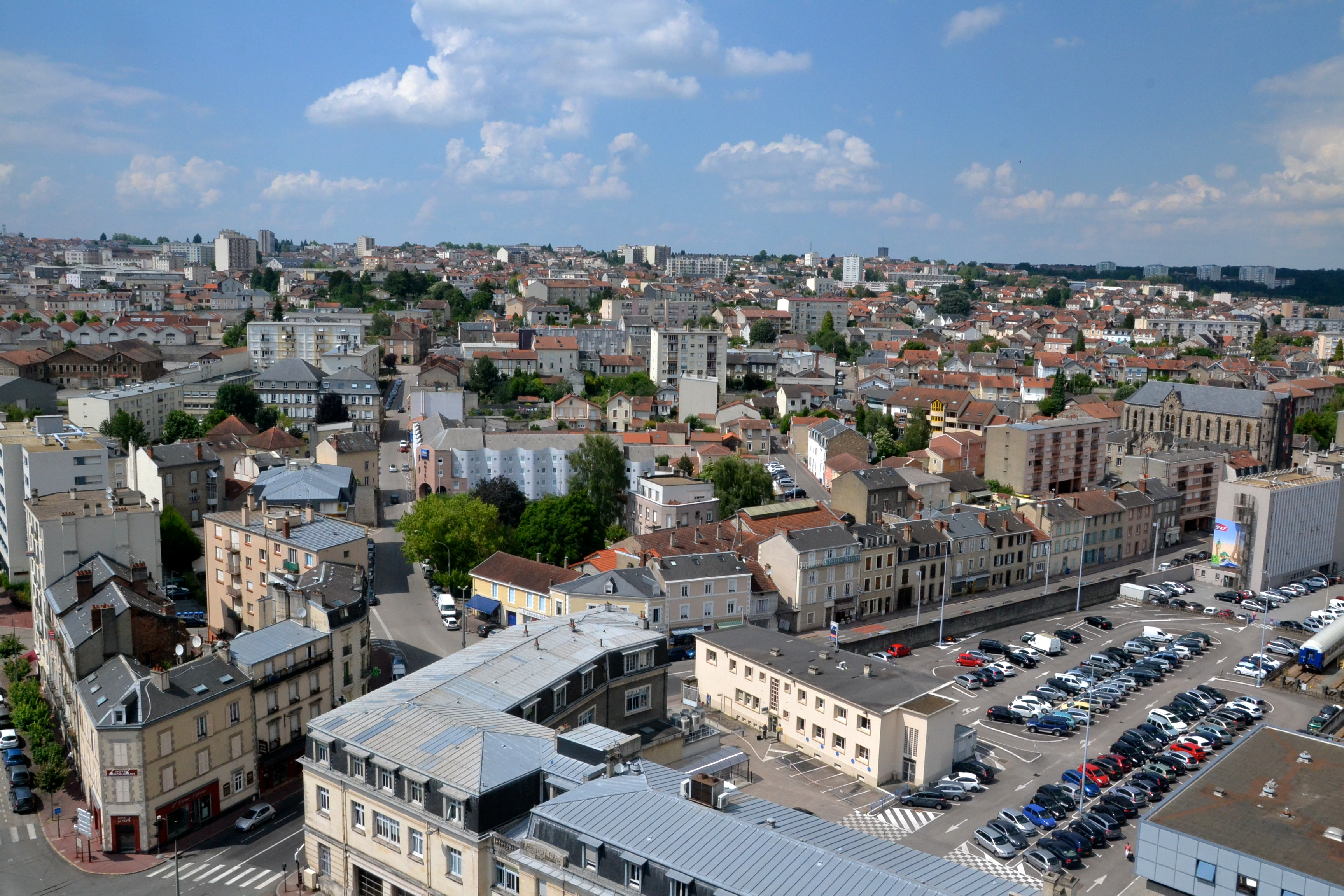
Les hauteurs du quartier de la gare.

Un nouveau découpage territorial de la Haute-Vienne entre en vigueur à l'occasion des élections départementales de mars 2015, défini par le décret du 13 février 2014, en application des lois du 17 mai 2013 (loi organique 2013-402 et loi 2013-403). Les conseillers départementaux sont, à compter de ces élections, élus au scrutin majoritaire binominal mixte. Les électeurs de chaque canton élisent au Conseil départemental, nouvelle appellation du Conseil général, deux membres de sexe différent, qui se présentent en binôme de candidats. Les conseillers départementaux sont élus pour 6 ans au scrutin binominal majoritaire à deux tours, l'accès au second tour nécessitant 12,5 % des inscrits au 1er tour. En outre la totalité des conseillers départementaux est renouvelée. Ce nouveau mode de scrutin nécessite un redécoupage des cantons dont le nombre est divisé par deux avec arrondi à l'unité impaire supérieure si ce nombre n'est pas entier impair, assorti de conditions de seuils minimaux. En Haute-Vienne, le nombre de cantons passe ainsi de 42 à 21.
Le canton de Limoges-3 est formé de fractions de la commune de Limoges issues des anciens cantons de Limoges-Le Palais, de Limoges-Centre, de Limoges-Couzeix, de Limoges-Carnot et de Limoges-Beaupuy.
Le canton est entièrement inclus dans l'arrondissement de Limoges. Le bureau centralisateur est situé ày Limoges.

## Représentation
| Période élective | Période élective | Mandat | Mandat                | Identité            | Nuance | Nuance | Qualité |
| ---------------- | ---------------- | ------ | --------------------- | ------------------- | ------ | ------ | --- |
| 2015             | 2021             | 2015   | 2021                  | Stéphane Destruhaut |        | PS     | Conseiller municipal de Limoges (1995-2020) Ancien conseiller général du Canton de Limoges-Grand-Treuil (1997-2015) |
| 2015             | 2021             | 2015   | 2021                  | Sandrine Rotzler    |        | PS     | Conseillère municipale (et ancienne adjointe au maire) de Limoges Ancienne conseillère générale du Canton de Limoges-Carnot (2011-2015) 3e vice-présidente, chargée de la vie associative et du développement de la pratique sportive |
| 2021             | 2028             | 2021   | en cours              | Stéphane Destruhaut |        | PS     | Attaché d'administration au Centre hospitalier Esquirol, conseiller sortant 12ème Vice-Président du conseil départemental, chargé des infrastructures numériques et des mobilités                                                     |
| 2021             | 2028             | 2021   | sept.2023 (démission) | Sandrine Rotzler    |        | PS     | Employée dans le domaine du logement social 3ème Vice-Présidente du conseil départemental, chargée de l'attractivité économique et du tourisme                                                                                        |
| 2021             | 2028             | 2023   | en cours              | Bernadette Troubat  |        | PS     | ancienne adjointe au maire de Limoges |

### Résultats détaillés

#### Élections de mars 2015
À l'issue du 1er tour des élections départementales de 2015, deux binômes sont en ballottage : Stéphane Destruhaut et Sandrine Rotzler (PS, 36,03 %) et Vincent Jalby et Annie Schwaederle (UDI, 30,26 %).
Le binôme Philippe Cadeo et Anne Charpentier (FN, 17,07 %) arrive au coude à coude avec celui de Sylvie Filipe Da Silva et Pierre-Edouard Pialat du Front de gauche qui grâce à une campagne active obtient 16,63 % (26 voix d'écart avec le FN). Le taux de participation est de 57,48 %, l'un des plus importants pour les cantons urbains de Limoges, (6 262 votants sur 10 894 inscrits) contre 57,81 % au niveau départemental et 50,17 % au niveau national.
Au second tour, Stéphane Destruhaut et Sandrine Rotzler (PS) sont élus avec 54,02 % des suffrages exprimés et un taux de participation de 56,07 % (2 929 voix pour 6 108 votants et 10 894 inscrits).

#### Élections de juin 2021
Le premier tour des élections départementales de 2021 est marqué par un très faible taux de participation (33,26 % au niveau national). Dans le canton de Limoges-3, ce taux de participation est de 33,33 % (3 419 votants sur 10 257 inscrits) contre 37,25 % au niveau départemental. À l'issue de ce premier tour, deux binômes sont en ballottage : Stéphane Destruhaut et Sandrine Rotzler (PS, 45,26 %) et Omar Diawara et Muriel Laskar (Union au centre et à gauche, 27,44 %).
Le second tour des élections est marqué une nouvelle fois par une abstention massive équivalente au premier tour. Les taux de participation sont de 34,36 % au niveau national, 38,38 % dans le département et 34,72 % dans le canton de Limoges-3. Stéphane Destruhaut et Sandrine Rotzler (PS) sont élus avec 64,22 % des suffrages exprimés (2 026 voix pour 3 563 votants et 10 261 inscrits),,.

## Composition
| Nom                             | Code Insee | Intercommunalité     | Superficie (km2) | Population (dernière pop. légale)                 | Densité (hab./km2) | Modifier                                    |
| ------------------------------- | ---------- | -------------------- | ---------------- | ------------------------------------------------- | ------------------ | ------------------------------------------- |
| Limoges (bureau centralisateur) | 87085      | CU Limoges Métropole | 78,03            | Fraction : 16 210 (2022) Commune : 129 754 (2022) | 1 663              | modifier les données · modifier les données |
| Canton de Limoges-3             | 8710       |                      |                  | 16 210 (2022)                                     |                    | modifier les données                        |

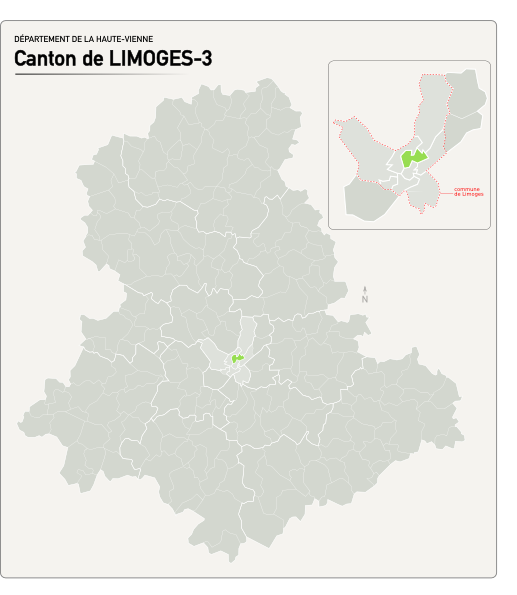
Situation du canton de Limoges-3 dans le département de la Haute-Vienne depuis 2015.

Le canton de Limoges-3 comprend la partie de la commune de Limoges incluse dans le périmètre défini par l'axe des voies et limites suivantes : avenue Montjovis, rue de Bellac, boulevard de Beaublanc, boulevard du Vigénal, avenue de Louyat, rue Clément-Marot, avenue du Général-Leclerc, rue Degas, rue Alain, rue René-Péchieras, rue Gustave-Courbet, rue Horace-Vernet, rue Camille-Corot, rue Detaille, ligne de chemin de fer, autoroute A 20, ligne de chemin de fer, rue Aristide-Briand, rue Jules-Michelet, rue du Quai-Militaire, rue du Docteur-Émile-Dubois, rue Aristide-Briand, rue du Puy-du-Pic, impasse d'Ambazac, rue Aristide-Briand, ligne de chemin de fer, rue du Chinchauvaud, rue de la Passerelle, rue de Fontaury, avenue Lucien-Faure, avenue du Général-Leclerc, rond-point de Carnot, rue François-Chénieux, rue des Coopérateurs, rue Gustave-Nadaud, avenue Marcelin-Berthelot, rue Montmailler.
Il comprend les quartiers de la Brégère, des Charentes, de Montjovis, du Mas-Loubier et du Grand-Treuil.

## Démographie
En 2022, le canton comptait 16 210 habitants, en évolution de −3,84 % par rapport à 2016 (Haute-Vienne : −0,68 %, France hors Mayotte : +2,11 %).
| 2013   | 2018   | 2022   |
| ------ | ------ | ------ |
| 17 091 | 16 731 | 16 210 |